# Goticismo

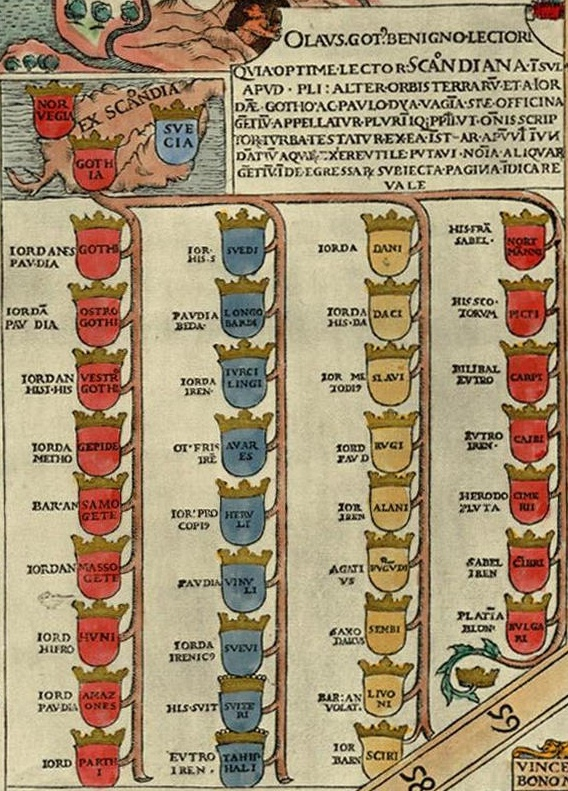
Tavola delle tribù originarie della Scandinavia secondo Johannes e Olaus Magnus, in riferimento a Jordanes, Paulus Diaconus, etc.

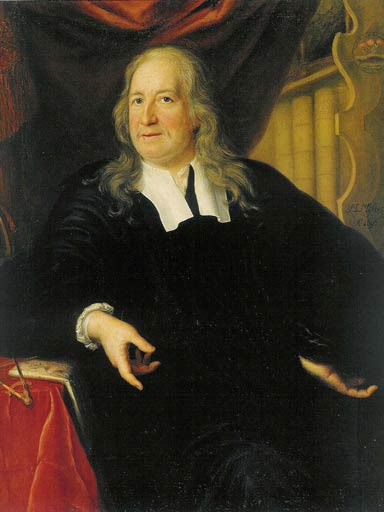
Olof Rudbeck, portavoce del goticismo.

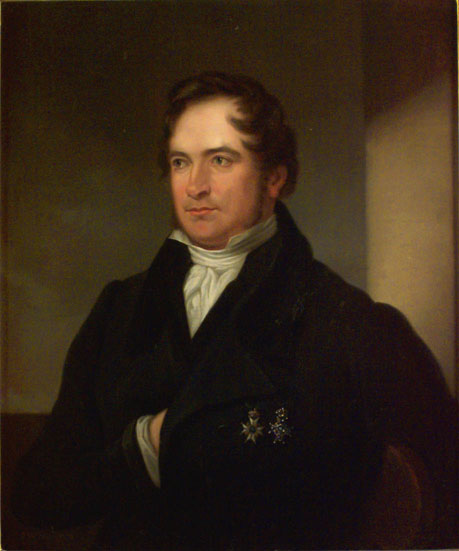
Erik Gustaf Geijer fu un esponente della Gothic League (o The Geatish Society) & che descrive i Vichinghi come gli eroi nordici che molti di noi potrebbero vedere oggi.

Goticismo, (in inglese Gothism, o Gothicism, in svedese, göticism) è il nome dato a quello che è stato un movimento culturale in Svezia, incentrato sulla fede nella gloria degli antenati svedesi, originariamente considerati i Geati, che sono stati identificati con i Goti. I fondatori del movimento furono Nicolaus Ragvaldi ed i fratelli Johannes e Olaus Magnus. La credenza continuò a mantenersi salda nel XVII secolo, quando la Svezia era una grande potenza in seguito all'esito della Guerra dei Trent'Anni, ma perse gran parte della sua influenza nel XVIII secolo. Nel XIX secolo venne rivitalizzato il nazionalismo romantico, questa volta con i vichinghi come figure eroiche.

## Origini
Il nome deriva dal racconto di Giordane sull'Urheimat gotico in Scandinavia (Scandza) Il movimento goticista traeva orgoglio dal fatto che la tradizione gotica riteneva gli ostrogoti e il loro re Teodorico il Grande, che assunse il potere nell'Impero Romano, antenati del popolo scandinavo. Questo orgoglio era espresso già nelle cronache medievali, dove i cronisti rappresentavano i Goti come antenati degli scandinavi, e la medesima idea venne utilizzata da Nicolaus Ragvaldi al concilio di Basilea per sostenere che la monarchia svedese fosse stata la prima in Europa. Ha inoltre permeato gli scritti dei riformatori luterani svedesi Johannes Magnus (Historia de omnibus gothorum sueonumque Regibus) e di suo fratello Olaus Magnus (Historia de gentibus septentrionalibus). Entrambe le opere ebbero un forte impatto sulla cultura svedese coeva.
Anche in Danimarca alcuni studiosi cercarono di identificare i Goti con gli Juti, tuttavia, queste idee non portarono nella società danese alla diffusione dello stesso movimento culturale che si era sviluppato in quella svedese. In contrasto con gli svedesi, i danesi di quest'epoca non cercarono una legittimità politica fondata sull'affermazione che il loro paese fosse la patria originaria dei Goti, o che la conquista dell'impero romano fosse la prova del valore militare del proprio paese e che il potere si giustificasse attraverso la storia.
Nel corso del XVII secolo, danesi e svedesi gareggiarono per la raccolta e la pubblicazione di manoscritti islandesi, saghe norrene e delle due Edda. In Svezia, i manoscritti islandesi divennero parte di un mito d'origine e vennero visti come la prova che la grandezza e l'eroismo degli antichi Geati era stata tramandata di generazione in generazione fino alla popolazione moderna. Questo orgoglio culminò nella pubblicazione Atland eller Manheim di Olaus Rudbeck (1679-1702), dove si sostenne che la Svezia era Atlantide.

## Nazionalismo romantico
Durante il XVIII secolo, il movimento goticista svedese divenne più sobrio, ma risorse durante il nazionalismo romantico intorno all'Ottocento, e poi con Erik Gustaf Geijer e Esaias Tegnér nella Società gotica.
In Danimarca, il nazionalismo romantico espresse scrittori come Johannes Ewald, Nicolai Grundtvig (la cui traduzione di Beowulf in danese fu la prima in una lingua moderna) e Adam Gottlob Oehlenschläger portarono rinnovato interesse su soggetti norreni. In altre parti d'Europa, l'interesse nella mitologia, storia e lingua norrena venne rappresentato dagli inglesi Thomas Gray, John Keats e William Wordsworth e dai tedeschi Johann Gottfried Herder e Friedrich Gottlieb Klopstock.

## Architettura
Nell'architettura scandinava il goticismo fece la sua apparizione fra gli anni 1860 e 1870, ma continuò fino al 1900. L'interesse nei soggetti degli antichi norreni portarono al nascere di una speciale architettura in legno ispirata alla Stavkirke e fu in Norvegia che tale stile ebbe il suo maggiore impatto. I dettagli che si trovano spesso in questo stile sono teste di drago, ed è spesso chiamato (stile dragone), falsa arcata, colonnato tornito, loft sporgenti e tetto scanalato.